# زنجويه بن محمد
أَبُو مُحَمَّدٍ زَنْجَوَيْه بنُ مُحَمَّدِ بنِ الحَسَنِ النَّيْسَابُوْرِيُّ اللَّبَّادُ أحدُ رواة الحديث، وهو ثقة. تُوفي سنة ثماني عشرة وثلاثمائة. قال عنه الذهبي: «الشَّيْخُ القُدْوَةُ الثِّقَةُ».

## روايته للحديث النبوي
- سمع: محمد بن رافع، ومحمد بن أسلم الطوسي، وحسين بن عيسى البسطامي، وحميد بن الربيع، وأحمد بن منصور الرمادي، وكان صاحب رحلة ومعرفة.
- حدث عنه: أبو علي الحافظ، وأبو الفضل بن إبراهيم، والحسن بن أحمد المخلدي، وآخرون.